# Oxygonum atriplicifolium
Oxygonum atriplicifolium (Meisn.) Martelli – gatunek rośliny z rodziny rdestowatych (Polygonaceae Juss.). Występuje naturalnie w Egipcie, Sudanie, Etiopii, Somalii, Kenii, Tanzanii oraz na Madagaskarze i Maskarenach. 

## Morfologia
PokrójBylina dorastająca do 100 cm wysokości. Pędy są owłosione, wątłe.
LiścieIch blaszka liściowa ma kształt od owalnego do deltoidalnego. Mierzy 20–30 mm długości oraz 15–18 mm szerokości, o nasadzie od uciętej do klinowej i ostrym wierzchołku. Ogonek liściowy jest owłosiony i osiąga 10–15 mm długości. Gatka jest ucięta i dorasta do 10 mm długości.
KwiatyObupłciowe lub jednopłciowe, różnosłupkowe, zebrane w złożone grona o długości 30 cm, rozwijają się w kątach pędów. Listki okwiatu mają owalny kształt i barwę od białawej do zielonkawej, mierzą 3–4 mm długości.

## Biologia i ekologia
Występuje na wysokości do 500 m n.p.m.